# Xalet Miarnau Ciurana
El Xalet Miarnau Ciurana és una obra noucentista de Salou (Tarragonès) inclosa a l'Inventari del Patrimoni Arquitectònic de Catalunya.

## Descripció
La casa del Passeig Jaume I, número 9, té planta baixa i dos pisos. De planta quadrada, la seva tipologia es correspon gairebé amb la del número 7 del mateix carrer.
Cal destacar, a la planta noble, uns mosaics fets amb rajoles que representen la verge i donen base a un rellotge de sol que té inscrit "Que sigui llum i llum fou".